# Sikakak
Sikakak is een bestuurslaag in het regentschap Kuantan Singingi van de provincie Riau, Indonesië. Sikakak telt 1823 inwoners (volkstelling 2010).